# Escoles de Boadella
Escoles de Boadella és un edifici del municipi de Boadella i les Escaules (Alt Empordà) inclòs en l'Inventari del Patrimoni Arquitectònic de Catalunya.

## Descripció
Situades dins del nucli urbà de la població de Boadella, al nord-oest del nucli antic, amb la façana orientada al carrer Nou.
Edifici aïllat de planta en forma d'E que consta de quatre cossos adossats, amb les cobertes de teula de dues vessants i distribuïts en una sola planta. La façana principal, orientada a migdia, presenta totes les obertures d'arc rebaixat bastides amb maons, amb els brancals arrebossats. Hi ha dos portals d'accés a l'interior i diversos finestrals de grans dimensions, amb els ampits de rajola vidrada verda. Damunt la finestra central hi ha la data de construcció, 1928. La resta de façanes presenten finestres rectangulars, algunes de nova obertura, mentre que les portes de les façanes laterals continuen essent d'arc rebaixat, tot i que amb els emmarcaments arrebossats.
La construcció està arrebossada i pintada de color groc.

## Història
L'any 1864 l'ajuntament l'Ajuntament de Boadella va comprar un terreny en el Camp del Noguer per a edificar les escoles. El projecte va ser dissenyat per l'arquitecte Josep Roca i Bros, però mai s'arribà a construir a causa de la manca de cursos.
Després de passar per diferents emplaçament, l'any 1928, l'ajuntament construí uns edificis destinats específicament a les escoles projectat per l'arquitecte Emili Blanch.
Al llarg del segle XX s'han dut a terme diverses obres de manteniment i millora (destaca les restauracions de les teulades en els anys 1969 i 1977). Actualment l'edifici acull el CEIP Santa Cecília (que forma part de la Zer Les Salines).